# SMS G 96
SMS G 96 byl torpédoborec německé Kaiserliche Marine z období první světové války. Představoval zvětšenou verzi předcházející třídy G 85. Byl jediným plavidlem své třídy. Ve službě byl v letech 1916–1917. Dne 26. června 1917 se u pobřeží Flander potopil na mině.

## Stavba
Torpédoborec postavila loděnice Germaniawerft v Kielu. Stavba byla zahájena roku 1915, na vodu byl spuštěn 16. září 1916 a do služby byl přijat v prosinci 1916.

## Konstrukce
Hlavní výzbroj představovaly tři 105mm/42 kanóny Utof L/45 C/16 a šest 500mm torpédometů se zásobou osmi torpéd. Dva jednoduché torpédomety byly umístěny na úrovni můstku a dva dvojité za komíny v ose lodi. Dále bylo neseno až čtyřicet námořních min. Pohonný systém dosahoval výkonu 24 000 hp. Tvořily jej tři kotle Marine, jedna sada parních turbín pro plavby cestovní rychlostí, pohánějící jeden lodní šroub a dvě sady turbín Germania, roztáčející oba šrouby. Nejvyšší rychlost dosahovala 32 uzlů. Neseno bylo 326 tun topného oleje. Dosah byl 2040 námořních mil při rychlosti sedmnáct uzlů.